# NGC 3334
NGC 3334 (również PGC 31845 lub UGC 5817) – galaktyka soczewkowata (S0), znajdująca się w gwiazdozbiorze Małego Lwa. Odkrył ją William Herschel 17 marca 1787 roku.